# 豐田博物館

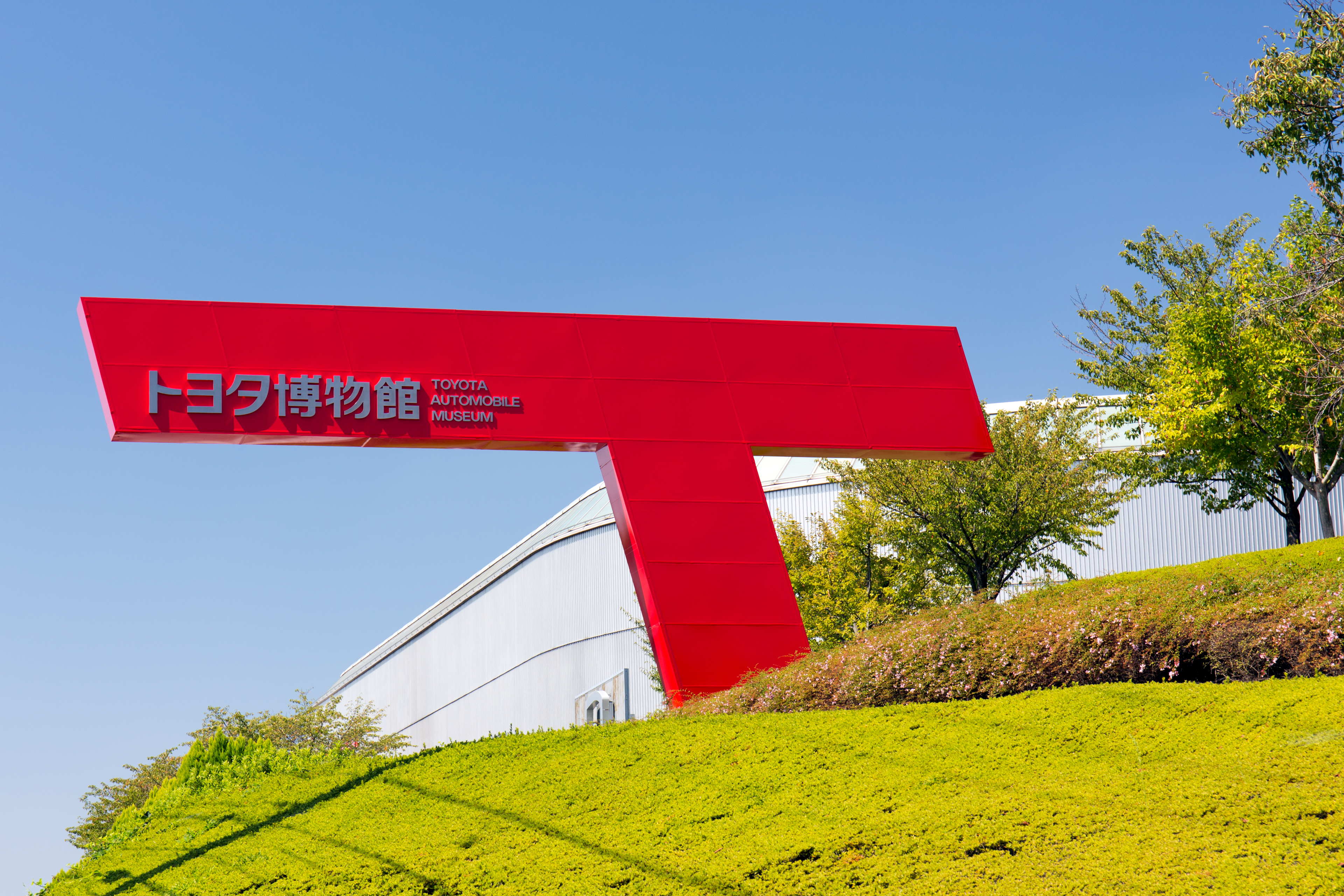

豐田博物館（日语：／ Toyota Hakubutsukan */?），是位於日本愛知縣長久手市的一個以汽車為主題的博物館，開業於1989年4月，是豐田汽車創立50週年紀念事業的一部分。

## 另見
- 豐田產業技術紀念館，位於愛知縣名古屋市，同為豐田集團營運，展示創業的紡織機械與成為主力的汽車產業文物。

## 外部連結
- トヨタ博物館（日本語） （页面存档备份，存于）
- TOYOTA AUTOMOBILE MUSEUM（ENGLISH） （页面存档备份，存于）
- 愛知の公式観光ガイド AICHI NOW　トヨタ博物館 （页面存档备份，存于）